# Spathiphyllum phryniifolium
Spathiphyllum phryniifolium är en kallaväxtart som beskrevs av Heinrich Wilhelm Schott. Spathiphyllum phryniifolium ingår i släktet Spathiphyllum och familjen kallaväxter. Inga underarter finns listade.